# 두웨이
두웨이 (중국어: 杜威, 병음: Dù Wēì, 1982년 2월 9일 정저우 시 ~ )는 중국의 전 축구 선수로, 포지션은 센터백이었다.
2002년 FIFA 월드컵에서 중국 축구 국가대표팀의 일원으로 2경기 출전하였다. 두웨이는 중국 21세 이하 축구 국가대표팀의 주장이었으며, 2004년 중국 올림픽 대표팀의 구성원이었다.
상하이 선화에서는 중앙 수비수와 수비형 미드필더로 활약하다 2005-06 시즌, 스코틀랜드 프리미어리그의 셀틱으로 4년 계약으로 이적하였다. 데뷔전으로 스코틀랜드 컵 3라운드에서 당시 3부리그 최하위 팀이었던 클라이드와 경기를 치렀는데, 수비 진영에서의 큰 실수로 상대팀에 2골을 허용하는 빌미를 제공하며 셀틱 역사상 최악의 패배를 안겨주었고 자신의 축구 경력에도 큰 오점을 남겼다. 결국 두웨이는 셀틱 1군에서 단 45분밖에 뛰지 못하였고, 이적한 지 단 15일 만에 방출되어 1월 중순 상하이 팀으로 다시 돌아오게 되었다. 본래 4년 계약이었으나 이적할 때 옵션 사항에서 15일간의 이적 결정 시간이 셀틱에게 있었기 때문에 중국으로 돌려보내진 것이었다. 2010년 2월 중국 슈퍼리그 상하이 선화에서 항저우 뤼청로 이적하였다.

## 기타
2010년 2월에 열린 동아시아 축구 선수권 대회에서 그는 한국전에서 최고의 수비력을 보여주었고 그로 인해 2010년 동아시아 축구 선수권 대회 최우수 선수에 선정되기도 하였다. 수